# Flaga Górnego Śląska
Flaga Górnego Śląska to dwubarwna flaga w kolorach złoto niebieskich (śl. złoty a modry). Flaga składa się z dwóch poziomych pasów. Barwy flagi nawiązują do herbu Górnego Śląska, co oznacza, że zgodnie z zasadami heraldyki kolor złoty orła znajduje się u góry, a kolor niebieski tła u dołu.
Województwo śląskie również używa koloru złotego i niebieskiego. Flagą rządową województwa śląskiego jest herb z orłem na błękitnym polu.
Podobnymi flagami, które również zawierają barwy złoto-niebieskie, są flagi miast Opole i Katowice. 
15 lipca z inicjatywy Marka Plury jest obchodzony Dzień Śląskiej Flagi.